# Faezeh Hashemi Rafsanjani
Faezeh Hashemi Bahramani, mais conhecida como Faezeh Hashemi Rafsanjani (em persa: فائزه هاشمی رفسنجانی; nascida em 7 de janeiro de 1963) é uma ativista iraniana dos direitos das mulheres, política e ex-jornalista que atuou como membro do parlamento iraniano de 1996 a 2000. Ela também é presidente da liga feminina dos Executivos do Partido da Construção e ex-editora-chefe do jornal Zan.
Ela é filha do ex-presidente Akbar Hashemi Rafsanjani e irmã de Fatemeh Rafsanjani e Mehdi Rafsanjani.

## Infância e educação
Rafsanjani é filha de Ali Akbar Hashemi Rafsanjani e Effat Marashi.  Ela possui um mestrado em direitos humanos internacionais pela Birmingham City University.

## Carreira
Rafsanjani era membro do Partido dos Executivos da Construção, estabelecido por políticos moderados.  Entre 1996 e 2000 foi representante parlamentar de Teerã.  Ela fundou o jornal feminino Zan em 1998, que foi extinto em abril de 1999.  

### Opiniões e ativismo
Nas eleições presidenciais de 1997, Rafsanjani apoiou Mohammad Khatami.  Durante os protestos contra as eleições iranianas de 2009, a Reuters informou que Rafsanjani se dirigiu a uma multidão em um comício da oposição proibido em Teerã em 16 de junho e foi posteriormente proibida de deixar o país.  Ela foi presa e detida brevemente pelo menos duas vezes depois de participar de comícios da oposição em Teerã em 20 de junho de 2009 (junto com quatro parentes),  e novamente em 20 de fevereiro de 2010 depois de "fazer declarações contundentes e entoar slogans provocativos", de acordo com a mídia estatal iraniana. Ela foi novamente presa em fevereiro de 2011.  Em março de 2011, seu filho, Hassan, também foi preso.  Durante os protestos no Irã em 2022, ela foi novamente presa, por supostamente ter "[incitado] manifestantes a protestos de rua" em Teerã.  
Alguns vídeos apareceram na internet mostrando ela sendo assediada por radicais. Algum tempo antes de 27 de fevereiro de 2011, um vídeo apareceu mostrando Hashemi cercada por vários "linha-duras" ameaçando-a com violência, insultando-a, chamando-a de "prostituta" e cantando "Morte a Rafsanjani". 
Ela é a favor dos direitos das mulheres e tem sido uma defensora ferrenha do relaxamento do código de vestimenta estrito. Vestindo um xador, ela expressou oposição ao uso obrigatório do hijab.  Ela viajou amplamente para a Europa, África e Índia para promover o diálogo e está interessada em laços com todas as regiões. Ela escreveu positivamente sobre os movimentos efetivos de Mahatma Gandhi, Martin Luther King Jr. e Nelson Mandela. 